# Alula Tour
Die Alula Tour (ehemals Saudi Tour) ist ein Straßenradrennen, das zum ersten Mal im Jahre 1999 in Saudi-Arabien ausgetragen wurde. Bis ins Jahr 2002 fand das Etappenrennen dreimal unter dem Namen „Tour de Saudi Arabia“ im Frühjahr statt.
Ab dem Jahr 2020 wird das Rennen von der Amaury Sport Organisation (ASO) in fünf Etappen ausgetragen und zählte als Rennen der Kategorie 2.1 zur UCI Asia Tour. Laut ASO ist die Neuauflage ein wichtiger Schritt, um den Radsport im Mittleren Osten zu etablieren. Andere Rennen in der Region sind die UAE-Tour, die Tour of Oman und die Sharjah International Cycling Tour.
Seit der Neuauflage 2020 trägt der Gesamtführende das Grüne Trikot. Zudem gibt es eine Punktewertung (rotes Trikot), die sich aus den Zwischensprints und Zielankünften ergibt, eine Nachwuchswertung (weißes Trikot) und eine Wertung für den aktivsten Fahrer und das beste Team. Der Erstplatzierten einer Etappe erhalten 10, 6 bzw. 4 Bonussekunden. Bei den Zwischensprints erhalten die ersten drei Fahrer zusätzlich 3, 2 und 1 Bonussekunden.
Die Saudi Tour setzt auf jährlich variierende Streckenführungen. 2020 wurde der Großraum der Hauptstadt Riad befahren. Nach der Absage des Rennens aufgrund der COVID-19-Pandemie im Jahr 2021, übersiedelte die Rundfahrt im Jahr 2022 nach Al-ʿUla, und führt seither über topographisch schwierigeres Terrain. Ein Jahr später nahm das Etappenrennen den Namen der Region an.

## Palmarès
| Jahr      | Gesamtwertung         | Punktewertung           | Nachwuchswertung            | aktivster Fahrer            | Teamwertung                 |
| --------- | --------------------- | ----------------------- | --------------------------- | --------------------------- | --------------------------- |
| 1999      | Amr Elnady            | -                       | -                           | -                           | -                           |
| 2000      | nicht ausgetragen     | nicht ausgetragen       | nicht ausgetragen           | nicht ausgetragen           | nicht ausgetragen           |
| 2001      | Ghader Mizbani        | -                       | -                           | -                           | -                           |
| 2002      | Ghader Mizbani        | -                       | -                           | -                           | -                           |
| 2003–2019 | nicht ausgetragen     | nicht ausgetragen       | nicht ausgetragen           | nicht ausgetragen           | nicht ausgetragen           |
| 2020      | Phil Bauhaus (TBM)    | Nacer Bouhanni (ARK)    | Andreas Kron (RIW)          | Joel Nicolau Beletran (CJR) | Riwal Readynez Cycling Team |
| 2021      | nicht ausgetragen     | nicht ausgetragen       | nicht ausgetragen           | nicht ausgetragen           | nicht ausgetragen           |
| 2022      | Maxim Van Gils (LTS)  | Dylan Groenewegen (BEX) | Maxim Van Gils (LTS)        | Martin Urianstad (UXT)      | Quick-Step Alpha Vinyl Team |
| 2023      | Ruben Guerreiro (EFE) | Dylan Groenewegen (JAY) | Santiago Buitrago (TBV)     | -                           | UAE Team Emirates           |
| 2024      | Simon Yates (JAY)     | Tim Merlier (SQS)       | William Junior Lecerf (SQS) | -                           | Bora-hansgrohe              |
| 2025      | Thomas Pidcock (Q36)  | Thomas Pidcock (Q36)    | Johannes Kulset (UXM)       | -                           | Uno-X Mobility              |